# Ana Teresa de Saboia
Ana Teresa de Saboia-Carignano (em francês:  Anne Thérèse; Hôtel de Soissons, 1 de novembro de 1717 – Hôtel de Soubise, 5 de abril de 1745) foi uma nobre francesa. Ela foi princesa de Soubise pelo seu casamento com Carlos de Rohan, Príncipe de Soubise.

## Família
Ana Teresa foi a primeira filha e segunda criança nascida de Vítor Amadeu I, Príncipe de Carignano e de Maria Vitória de Saboia.
Os seus avós paternos foram Emanuel Felisberto, Príncipe de Carignano e Maria Ângela Catarina d'Este. Os seus avós maternos foram Vítor Amadeu II da Sardenha e sua amante, Joana Batista d'Albert de Luynes. Ela também era uma prima do rei Luís XIV de França, pois ambos eram netos do rei Vítor Amadeu II.
Foi a irmã mais velha de Luís Vítor, Príncipe de Carignano, pai de Maria Luísa de Saboia-Carignano, a Princesa de Lamballe, amiga da rainha Maria Antonieta, e também um ancestral de Vítor Emanuel II da Itália.

## Biografia
A princesa cresceu na cidade de Paris, após os seus pais terem fugido de Saboia devido a dívidas muito altas. Eles chegaram na França durante a regência de Filipe II, Duque de Orleães em nome de Luís XV, que ainda era menor de idade.
Em 6 de novembro de 1741, aos 24 anos de idade, Ana Teresa se casou com o príncipe de Soubise, Carlos de Roahn, viúvo de Ana Maria Luísa de La Tour de Auvérnia. A cerimônia foi presidida por François-Armand-Auguste de Rohan-So], bispo de Estrasburgo e irmão do noivo, e ocorreu no Castelo de Rohan, em Saverne. Carlos era filho de Júlio de Rohan, 3.° Príncipe de Soubise e de Ana Júlia de Melun. A própria Ana Teresa era descendente dos Rohan pela linhagem materna.
No mesmo ano de seu casamento, o seu pai, Vítor Amadeu tinha morrido. Arrasada por causa do pai e pela personalidade do marido, a princesa trancou-se num retiro discreto e austero. Segundo o duque de Luynes, "ela via muito pouca gente, não gostava de jogar e estava muitas vezes em casa, levando uma vida bastante invulgar."
O casal apenas teve uma filha, Vitória, princesa de Guéméné. Ana Teresa também teve uma enteada, Carlota, princesa de Condé, filha da primeira esposa de Carlos. Carlota era foi a avó paterna de Luís Antônio, Duque de Enghien, que foi executado pelas ordens de Napoleão Bonaparte em 1804.
A princesa de Soubise faleceu no parto em Paris, no Hôtel de Soubise, na data de 5 de abril de 1745, com apenas 27 anos de idade. Foi enterrada na Igreja de La Merci, em Paris.
Em dezembro de 1745, meses após a sua morte, Carlos se casou com Vitória de Hesse-Rotemburgo, porém, não teve mais filhos.

## Descendência
- Vitória de Rohan (28 de dezembro de 1743 – 20 de setembro de 1807), ocupou o cargo de Governanta dos Filhos de França para o rei Luís XVI. Foi esposa de Henrique Luís de Rohan, com quem teve cinco filhos.